# Carolina Crespi
Carolina Crespi in seguito nota come Carolina Crespi-Bianchi (Praga, 1790 circa – Milano, dopo 1842) è stata un soprano italiano attiva all'opera di Parigi e nei teatri del Nord Italia dal 1803 al 1820.

## Biografia
Era figlia del soprano Luigia Prosperi-Crespi (1770–1824) e sposò il tenore Eliodoro Bianchi cantando con lui in tre anteprime mondiali al Teatro alla Scala. 
Nacque a Praga, dove sua madre, Luigia Prosperi-Crespi, cantava con la compagnia lirica di Domenico Guardasoni. Durante la sua infanzia, viaggiò in Europa con sua madre, un'importante soprano italiana che aveva cantato in alcune delle prime esibizioni del Don Giovanni di Mozart. Cantò per la prima volta sul palcoscenico di Barcellona, nel 1800, cantando il ruolo di Elamir nell'Axur, Re d'Ormus di Salieri con sua madre che interpretava il ruolo di Atar. Iniziò ad apparire in ruoli da adulti in Italia nel 1803 al Teatro d'Angennes di Torino e nel 1804 con sua madre al Teatro de' Quattro Compadroni di Pavia.
Dal 1805 al 1808 sia la Crespi che sua madre si esibirono al Théâtre de la comédie italienne di Parigi, dove interpretò Carolina ne Il matrimonio segreto, Susanna ne Le nozze di Figaro ed Eurilla ne La pastorella nobile. Durante questo periodo, conobbe il tenore Eliodoro Bianchi che si esibiva anche a lui nei teatri d'opera. Si sposarono all'inizio del 1807, dopo di che si esibì come Carolina Crespi-Bianchi. La coppia si stabilì in Italia e nel 1809 iniziò a esibirsi insieme al Teatro alla Scala, dove cantarono in diverse anteprime mondiali. Comparvero insieme in molti altri teatri lirici del Nord Italia, tra cui il Teatro Grande di Brescia nel 1812 ne Gli amanti alla prova di Caruso e al Teatro della Canobbiana di Milano nel 1810 ne Le Trame deluse di Cimarosa e di nuovo nel 1813 nel suo I traci amanti.
Fétis descritto la Crespi come una "prima donna la cui bellezza era superiore al suo talento". Non era una visione condivisa dalla critica della Gazzetta di Genova che la vide esibirsi nel 1810 al Teatro Sant'Agostino di Genova nel Furbo contro il furbo di Fioravanti. Scrisse: "l'incantevole portamento di questa nuova attrice, la sua bellezza, la sua voce chiara, sonora, agile e la sua recitazione comica priva di banalità hanno creato una gradevole sorpresa nel pubblico". Una valutazione simile fu fatta dalla Gazzetta Piemontese in una recensione della esibizione della Crespi nel ruolo di Zerlina in Don Giovanni al Teatro Carignano nel 1815.
Carolina Crespi ed Eliodoro Bianchi ebbero due figli, Giuseppina e Angelo, che in seguito divennero entrambi cantanti. Tuttavia, il matrimonio si rivelò infelice. Alla fine la coppia si separò e la Crespi andò a vivere con sua madre, che si era stabilita a Milano. Le successive apparizioni della Crespi, senza il marito, avvennero al Teatro Regio di Torino dal 1815 al 1818, al Teatro di Cittadella a Reggio Emilia nel 1815, al Teatro Re di Milano nel 1817 e al Teatro della Concordia di Cremona nel 1819.
Si sa poco dei suoi anni successivi. Il musicologo Alan Walker l'ha identificata come la "Madame Bianchi" che cantò in un concerto a Varsavia nel 1825 in cui si esibiva anche il quindicenne Chopin. Il critico dell'Allgemeine musikalische Zeitung scrisse di quella esibizione: "Madame Bianchi è una cantante molto brava, ma la sua voce manca di freschezza giovanile". Sia Gustav Klemm in Die Frauen che Gustav Schilling nel precedente Universal-Lexicon der Tonkunst scrissero che nel 1842 viveva a Milano, da molto lontana dal palcoscenico ma ancora una bella donna.

## Ruoli creati
I ruoli cantati da Carolina Crespi nelle prime mondiali comprendono:
- Ernestina in L'amante prigioniero di Carlo Bigatti; Milano, Teatro alla Scala, 6 maggio 1809
- Clarice nell'opera di Ercole Paganini,  Le rivali generose; Milano, Teatro alla Scala, 10 giugno 1809
- Donna Erminia nell'opera di Pietro Carlo Guglielmi, La presunzione corretta; Milano, Teatro alla Scala, 19 aprile 1813
- Donna Tea in Piglia il mondo come viene di Giovanni Pacini; Milano, Teatro Re, 28 maggio 1817
- Semira in La difesa di Goa di Raffaele Russo; Torino, Teatro Regio, 17 gennaio 1818